# Friedrich Carl von Bose
Friedrich Carl von Bose (* 31. Dezember 1737 in Weißenfels; † 28. April 1764 in Rom) war ein deutscher Domherr des Domstifts Naumburg im Kurfürstentum Sachsen.

## Leben und Wirken
Er stammte aus dem Adelsgeschlecht von Bose und war der Sohn des Weißenfelser (Vize-)Kanzlers Carl Gottlob von Bose und seiner Ehefrau Christina geborene von Wolffersdorff auf Sedlitz. Er wurde zunächst Page bei der Fürstin Johanna Elisabeth von Anhalt-Zerbst, die ihn als ihren Pflegesohn annahm, und ging kurz vor Weihnachten 1755 zum Studium an die Universität Leipzig. Dabei wohnte er bei Christian Fürchtegott Gellert, zu dem sich ein freundschaftliches Verhältnis entwickelte. Später erfolgte seine Ernennung zum sachsen-gothaischen Regierungsrat und Kammerjunker in der Residenzstadt Coburg.
1761 wurde Bose Kanoniker in Naumburg (Saale).